# Lebt denn dr alte Holzmichl noch?
Lebt denn dr alte Holzmichl noch? ist ein volkstümliches Lied der deutschen Band De Randfichten. Es erschien im Februar 2004 und avancierte in Deutschland zu einem der meistverkauften Lieder der volkstümlichen Musik.

## Entstehung und Veröffentlichung
Geschrieben wurde das Lied von den beiden De-Randfichten-Mitgliedern Michael Rostig und Thomas Unger, wobei Teile des Stücks auch auf einem Traditional basieren. Für die Produktion zeichnete Hermann Weindorf verantwortlich.
Die Erstveröffentlichung von Lebt denn dr alte Holzmichl noch? erfolgte als Single am 2. Februar 2004 bei Electrola. Diese erschien als CD-Maxi-Single mit einem Remix sowie Liveversionen zu 	De Spackfettbemm, Dr Holzmichl und Steig ei, mir fahrn in de Tschechei als B-Seite (Katalognummer: 7243 5 48118 2 1). Im gleichen Jahr erschien auch eine 2-Track-CD-Single mit zwei Remixen (Katalognummer: 7243 5 49375 2 1) sowie eine 7″-Single bei Juke Records mit der B-Seite De lustigen Holzhackerleit (Katalognummer: 016). Am 5. April 2004 erschien es als Teil von Dr Holzmichl, dem vierte Studioalbum der Randfichten (Katalognummer: 7243 8 75869 2 5).

## Inhalt
Es ist dabei einem alten Volkslied entlehnt, das in verschiedenen Textfassungen in vielen Teilen Deutschlands verbreitet ist. Die älteste bekannte Ur-Fassung stammt aus dem Raum Hanau, wo es mit dem Text „Lebt denn der alte Hanauer noch“ um 1736 seine Geburtsstunde erlebte.

## Kommerzieller Erfolg

### Chartplatzierungen
Lebt denn dr alte Holzmichl noch? stieg am 16. Februar 2004 auf Rang 35 der deutschen Singlecharts ein und erreichte seine beste Platzierung mit Rang drei am 2. August 2004 sowie am 30. August 2004. Die Single musste sich dabei lediglich Space Taxi (Stefan Raab feat. Spucky, Kork & Schrotty) beziehungsweise Sick and Tired (Anastacia) sowie dem Spitzenreiter in beiden Chartwochen Dragostea din tei (O-Zone) geschlagen geben. Insgesamt konnte sich das Lied 56 Wochen am Stück in den Top 100 platzieren, womit es zu den erfolgreichsten Dauerbrennern in den deutschen Singlecharts aus den Bereich der volkstümlichen Musik zählt, 18 Wochen davon in den Top 10. Zum letzten Mal platzierte es sich am 7. März 2005 in den Charts. Obwohl es das Lied nicht an die Chartspitze schaffte, war es für einen Zeitraum von neun Wochen das erfolgreichste deutschsprachige Lied in den Charts. 2004 platzierte sich Lebt denn dr alte Holzmichl noch? auf Rang zwei der Single-Jahrescharts, auch hier musste es sich lediglich Dragostea din tei geschlagen geben.
In Österreich stieg die Single am 29. August 2004 auf Rang 59 ein und erreichte seine beste Platzierung mit Rang 18 am 10. Oktober 2004. Die Single platzierte sich 27 Wochen ununterbrochen in den Charts, letztmals am 6. März 2005.
In beiden Ländern ist es der erste Charterfolg der Band in den Singlecharts, in Österreich ist es zugleich der Einzige. In Deutschland konnte sich keine Single der Band besser oder länger in den Charts platzieren.
| ChartsChartplatzierungen | Höchstplatzierung | Wochen |
| ------------------------ | ----------------- | ------ |
| Deutschland (GfK)        | 3 (56 Wo.)        | 56     |
| Österreich (Ö3)          | 18 (27 Wo.)       | 27     |

| ChartsJahrescharts (2004) | Platzierung |
| ------------------------- | ----------- |
| Deutschland (GfK)         | 2           |

### Auszeichnungen für Musikverkäufe
Im Jahr 2007 bekam Lebt denn dr alte Holzmichl noch? eine dreifache Goldene Schallplatte für über 450.000 verkaufte Einheiten in Deutschland verliehen, bereits im Jahr 2004 erreichte es Gold- und Platinstatus. Damit zählt es zu den meistverkauften Lieder der volkstümlichen Musik in Deutschland.
| Land/Region        | Auszeichnungen für Musikverkäufe (Land/Region, Auszeichnung, Verkäufe) | Verkäufe |
| ------------------ | ---------------------------------------------------------------------- | -------- |
| Deutschland (BVMI) | 3× Gold                                                                | 450.000  |
| Insgesamt          | 1× Gold · 1× Platin ·                                                  | 450.000  |

## Coverversionen (Auswahl)
- 2004: Antonia[9]
- 2004: ChueLee[10]
- 2004: Die Schlümpfe[11]
- 2021: Axel Fischer[12]